# Pseudomeria mucosa
Pseudomeria mucosa är en svampart som beskrevs av G.L. Barron 1980. Pseudomeria mucosa ingår i släktet Pseudomeria och familjen Clavicipitaceae.   Inga underarter finns listade i Catalogue of Life.